# ○△□
《○△□》（圆、三角形、方形；日语：／ Marusankakushikaku），亦作《□△○》，是一幅由日本画家、书法家、僧人仙崖义梵所作的禅画。在英语圈中，本作品也被称为（寰宇）。据推测，这幅画创作于1819年至1828年，是一幅画面构成极为单纯却又有着各种解读的绘画作品，被认为是“仙崖义梵最具神秘感的作品”。该画现藏于日本出光美術館。

## 画作概况
《○△□》是一幅水墨画，由日本江户时代的僧人仙崖义梵所作。该画原藏于日本建仁寺，现收藏于出光美术馆。
《○△□》画面构圖非常简单，只在纸上用墨水从右侧至左分别以一笔勾勒出了“○”（圆）、“△”（三角形）和“□”（四邊形）三个几何图形。画中的三个图形互相连接，其中“□”墨色最淡，而最右边的“○”则墨色最浓。这幅画长28.4厘米，宽48.1厘米，采用挂幅装。
在画面的最左端，写着“扶桑最初禅窟”（扶桑最初禅窟）的字样，表示当时由仙崖义梵担任住持，被称为日本最早禅寺的博多圣福寺，此外还有画家本人的落款。通常在仙崖义梵的画作中会出现的赞文会被后世的考据和解释视作重要的依据，但是在《○△□》这幅画作上并没有被附上赞文。
画上印有仙崖义梵70多岁时使用的不倒翁型印章，因此推測这幅画作是1819年至1828年間創作的作品。

## 作品名称
因为落款在纸张的左侧，所以这幅画通常被从画面右边开始按照图形排列顺序命名为《○△□》。然而，从墨迹的渗透方式来看，也有人推测作者是从落款的一侧开始按照“□”、“△”、“○”的顺序画的，因此对于《○△□》这个标题是否合适也被提出了疑义。也有人认为应该按照仙崖义梵的绘制顺序将这幅画命名为《□△○》。根据铃木大拙等人的解释，这幅画的主题是由仙崖义梵的视角所描绘出来的宇宙，所以英语圈中有时也用《The Universe》（寰宇）作为画的标题。

## 评价和解读
《○△□》这幅作品因仅由几个简单的几何图形构成，而被视为是“与众不同，只有这样才能独道地代表仙崖义梵”的作品。但另一方面，由于画中没有赞文，所以也被认为是仙崖义梵所有画作中最难解读、最神秘的一副作品。虽然充满谜团，但作为日本禅画中“独一无二”的作品，这幅画因具有探索“仙崖义梵思想本质”线索而倍受重视。尽管画作的内容相当简单，但由于难以解读，本作也被称为“与现代觀念藝術相通的江户时代抽象画作品”。
这幅画曾在欧美的展览会上展出，据说这幅画是仙崖义梵的作品中最受参观者欢迎的作品。在1961年开始的“仙崖巡回展”中，这幅画被用作小册子的封面，引起了人们的关注。
关于这幅画的含义有多种解读，画中三个图形可能代表宇宙本身，可能代表密宗的三密，也可能指佛教中的五大或六大中的水、火、土，也可能表示禅宗、真言宗、天台宗的三宗，或者是指佛教、道教、儒教的三教一致，甚至是代表儒教、佛教、神道的三教合一等等。但是仙崖义梵本人并未对本画多加解释。

### 宇宙
铃木大拙以道家思想对这幅画加以解读：“○”表现的是无形和无限，“△”是“世间一切形体的开端”，而“□”则是两个△的重复。他认为“△重复过程无限延续，产生无数的事件”，并将《○△□》解释为“仙崖义梵所描绘的宇宙”。他表示按照这种解释，“没有必要考虑更深层次的寓意”。

### 三密
在仙崖义梵的书信中，他把自己未能达到悟性的状态称为“三角”，并将实现三密（佛教中的身、口、意三种行为）的状态比喻为圆，表达出他自己向三密这种状态努力的意愿。有解释认为，仙崖义梵的哲学思想被反映在了《○△□》这幅作品中。基于这一解释，《○△□》可以被看作是仙崖义梵“尝试以圆相图描绘至高至大的世界”的一种尝试。据中山喜一朗称，参考仙崖义梵的著作并从三密的关联性来思考这幅画，三密是“最常见”的解释。

### 五大或六大

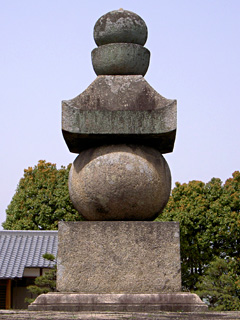
五轮塔

《大日经》中有关于地、水、火、风、空的五大要素的记述，空海在此基础上加上“识”，在《即身成佛义》中将地、水、火、风、空、识，这六个元素视为宇宙的六大要素。五大要素被具象化为四角形的地轮（□）、圆形的水轮（○）、三角形的火轮（△）、半圆形的风轮以及宝珠形的空轮，并组成了五轮塔，其中最下面三层分别是△、○、□。仙崖义梵深受六大元素的影响，在1830年他81岁时所画的《三德宝图》（三徳宝図）中，他稍微改变了原来的五大元素的图形，用□表示地和水，用△表示火，用半圆表示风，用宝珠表示空，用○表示识。有人认为《○△□》可能也是表示五大或者六大这种思想的画作。

### 三大宗
在近代日本的佛教中，有一种观点认为禅宗、真言宗、天台宗这三大宗派是平等的，有人认为《○△□》也可能在表达这一观念。然而，画作中具体哪个宗派对应哪个图形并不是非常明确。

### 三教一致（佛教、道教、儒教）
关于佛教、道教、儒教的三教，存在一种认为三教根源相同的“三教一致”观念。这种观念起源于中国，并对日本的禅宗产生了影响。因此，也有解释认为这幅画可能反映了三教一致的观念。然而，就像上述关于三大宗派的解释一样，具体哪个图形代表什么教并不是非常明确。

### 三教合一（儒教、佛教、神道）
儒教、佛教、神道三教根源一致的观念，在近代日本的禅宗中具有重要影响力。“三教”这个词在日本有时并不像在中国那样指佛教、道教、儒教，而是指儒教、佛教、神道。日本著名的僧侶兼禅画家白隐慧鹤对三教合一也有深入的研究。白隐的弟子东岭圆慈所画的《神儒佛三法合图》（神儒仏三法合図）中也包含了相同类型的图形。如果认为《○△□》这幅画受到了《神儒佛三法合图》的影响，那么《○△□》也可以解释为是以三教合一为主题的画。日本学者泉武夫根据仙崖义梵在《三德宝图》中提及到的观念，对这幅画作出了如上解读。

### 其他解读
古田绍钦提到了将《○△□》解释为寿老人、大黑天、惠比寿三福神，或是《虎溪三笑》故事中的慧远、陶渊明、陆修静三人，寒山、拾得、丰干三僧，释迦、孔子、老子三圣，以及摆放的三尊佛像等等。但他指出这些解释或者有些牵强，或者只是“可能性不无”，没有更深入的意义。美术史学家辻惟雄曾经形容这幅作品像是“仙崖义梵的招牌”。听闻辻惟雄的评价后，研究者中山喜一朗指出这幅画就像是一块“风吕屋的帘子”，仙崖义梵用它来邀请观者进入他自己的禅宗世界。也有一种解读表示本画中的“○”、“△”、“□”三个图形就是用来表示“扶桑最初禅窟”的意思，而“扶桑最初禅窟”则被认为是本画的标题。

## 脚注